# Forças Armadas da Eslováquia

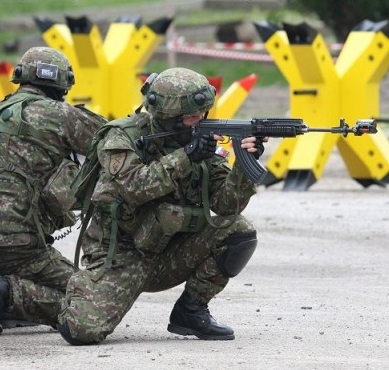
Soldados eslovacos em ação.

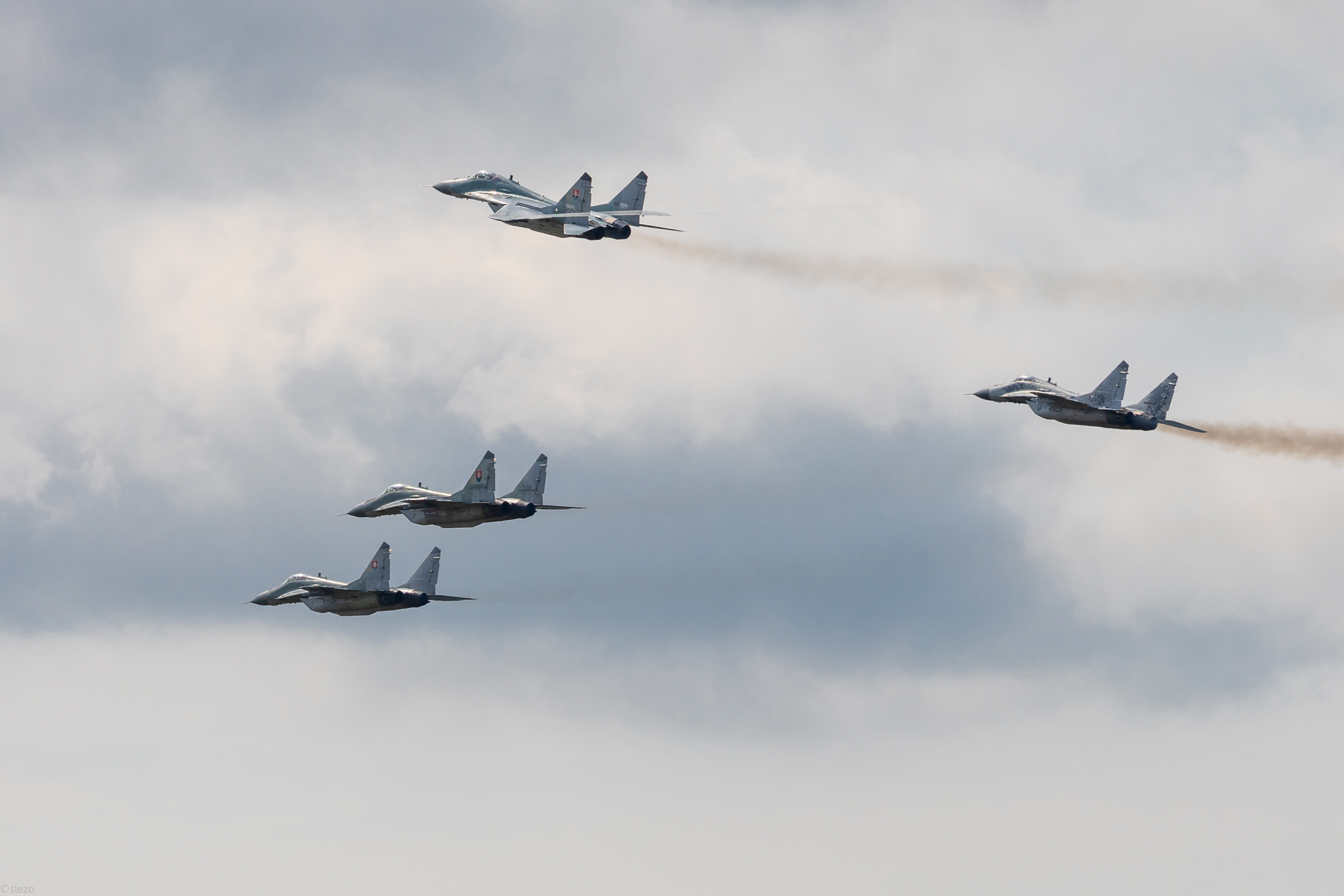
Caças MiG-29 eslovacos.

As Forças Armadas da República Eslovaca (entre 1993 e 2002 chamada de Armada da República Eslovaca) são as forças armadas da Eslováquia sob o número de 27.000 soldados fardados pessoais. A Eslováquia aderiu à OTAN em março de 2004, e ela gasta 1,87% do Produto Interno Bruto em Defesa Nacional em 2005.
O povo repetidamente considera as forças armadas como uma das mais respeitadas instituições nacionais.
É constituída por:
- Forças Terrestres
- Força Aérea

E extraoficialmente:
- 5º Regimento das Forças Especiais